# Nechanice
Nechanice (deutsch Nechanitz) ist eine Stadt im Okres Hradec Králové in Tschechien. Sie liegt 14 Kilometer westlich der Kreisstadt Hradec Králové.

## Geographie

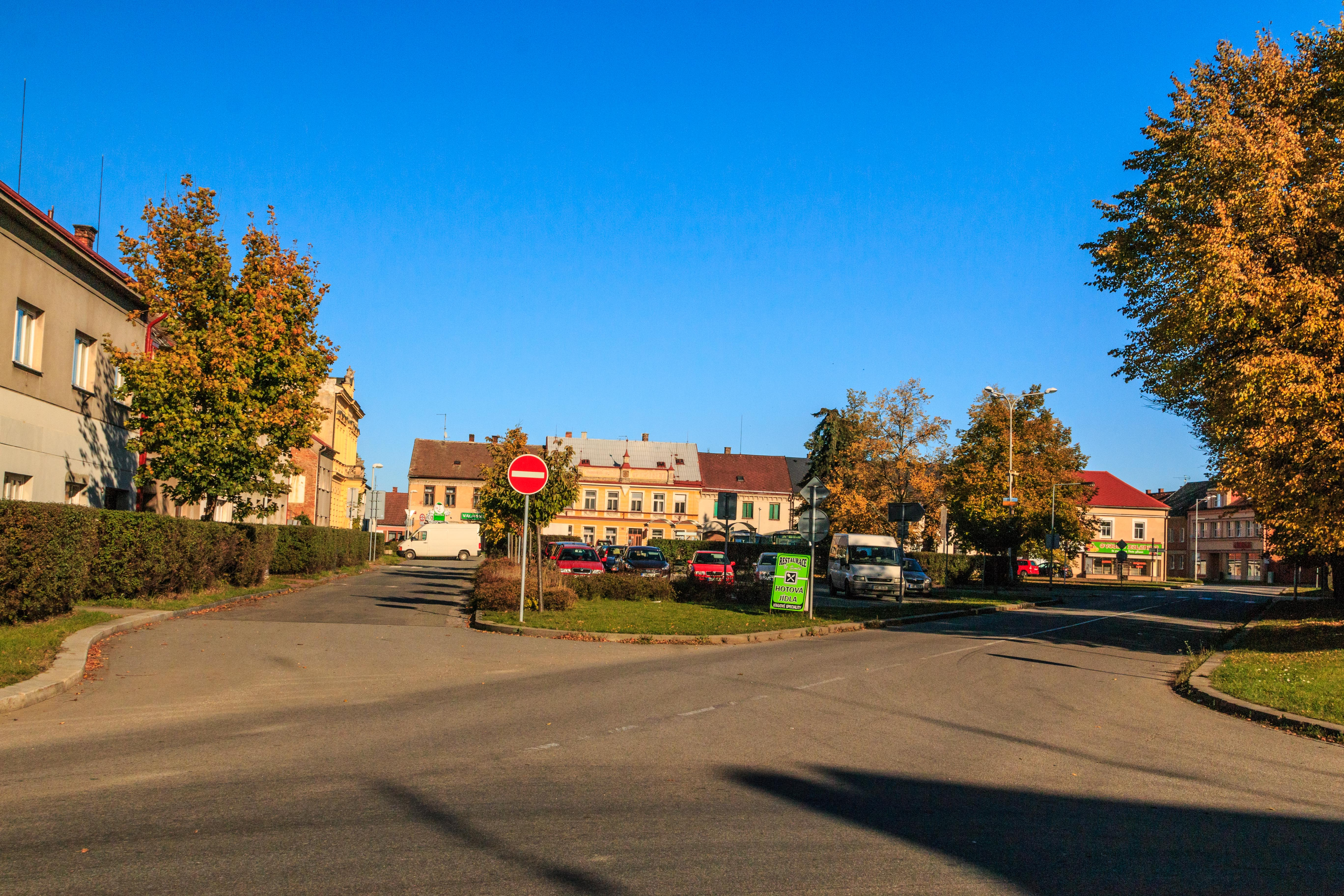
Husovo náměstí

Nechanice liegt auf der Ostböhmischen Tafel am Fluss Bystřice. Nachbarorte sind Suchá und Stračovská Lhota im Norden, Třesovice und Střezetice im Nordosten, Lubnó und Horni Přím im Osten, Hrádek und Radostov im Südosten, Končice und Zvikov im Süden, Kobylice und Nový Bydžov im Westen und Podoliby im Nordwesten.

## Geschichte

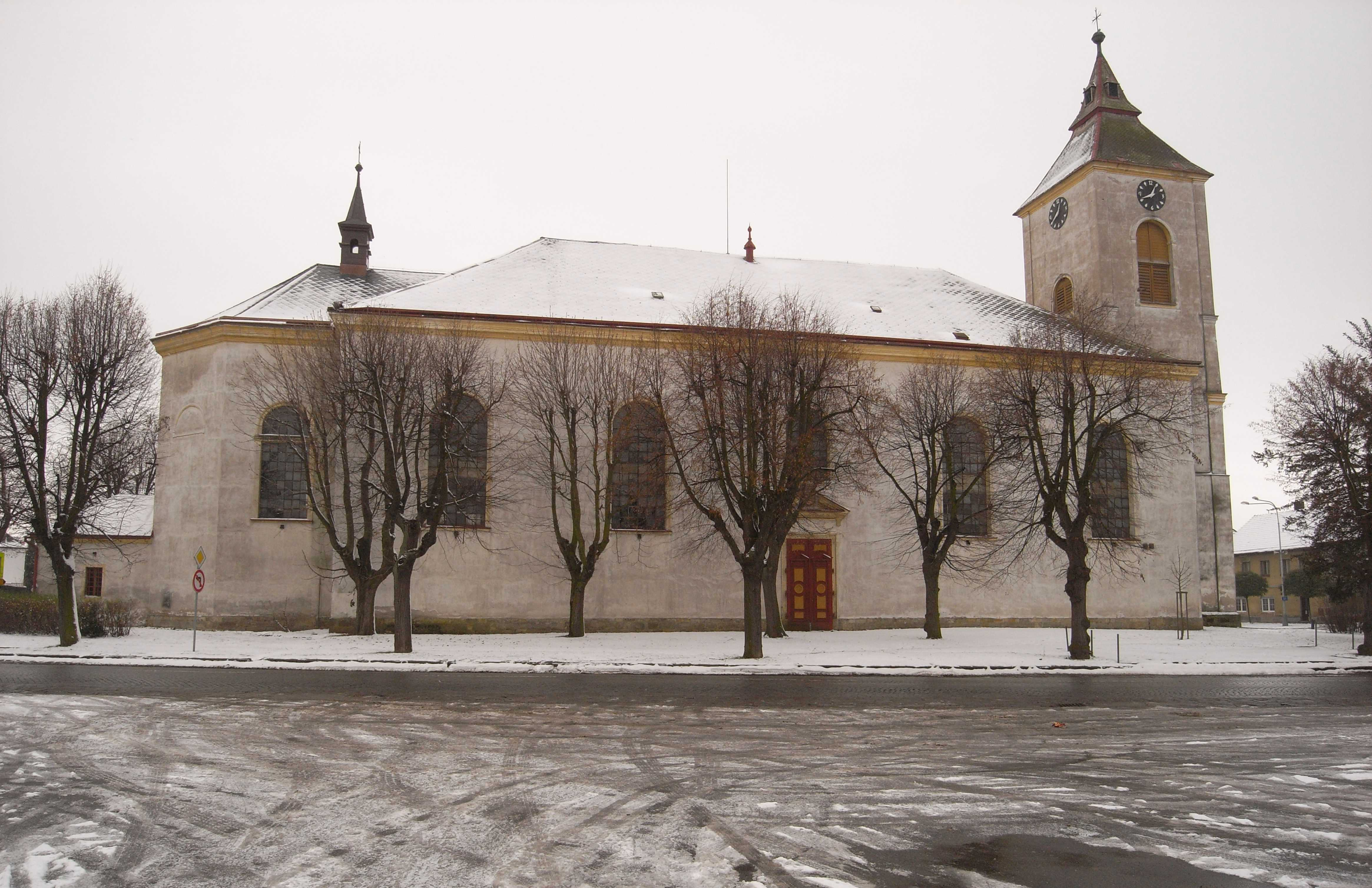
Kirche in Nechanice

Nechanice wurde erstmals 1228 urkundlich erwähnt, als der böhmische König Wenzel I. dem Kloster Leitomischl für das Seelenheil seines verstorbenen Bruders Vladislav Bußgelder überschrieb, die in der Landtafel verzeichnet wurden. Die Urkunde wurde u. a. von Peter von Nechanice (Petr z Nechanic) bezeugt. Er war Kaplan von Nechanice und handelte als Beauftragter des witigonischen Zweiges der Herren von Krumau, in deren Besitz Nechanice damals war. Um diese Zeit verfügte Nechanice bereits über eine Kirche sowie eine Veste, die 1235 von Záviš (Zawisch) von Nechanice, einem Sohn Witikos II. von Krumau (Vítek starší) bewohnt wurde. Záviš ist für die Jahre 1216 bis 1257 belegt und bekleidete von 1233 bis 1236 das Amt des Unterkämmerers des Königs Wenzel I. Wahrscheinlich von Záviš wurde das befestigte Dorf Nechanice zu einem Städtchen erhoben und ihm gleichzeitig das witigonische Wappen mit der fünfblättrigen Rose verliehen.
Vermutlich nach dem Aussterben des Krumauer Familienzweigs 1302 fiel Nechanice als erledigtes Lehen durch Heimfall an das böhmische Königshaus, jedenfalls ist König Johann von Luxemburg als Besitzer von Nechanice nachgewiesen. Weitere Besitzer waren u. a. Albrecht von Kolowrat und Johann von Waldstein, der vor 1521 die Herrschaft Nechanice dem Nikolaus Pencingár von Bydžín verkaufte. Dessen Nachfahre Ctibor Smil verlor die Besitzungen nach der Schlacht am Weißen Berg. Später besaßen Nechanice die Grafen Schaffgotsch und zuletzt bis zur Enteignung 1945 die Grafen Harrach. Nachdem deren Schloss in Sadová 1744 abgebrannt war, erbaute Franz Ernst von Harrach bei Nechanice das Schloss Schloss Hrádek, das nachfolgend als Sitz der Grafen Harrach diente.
Im Deutschen Krieg war Nechanice 1866 durch die Schlacht bei Königgrätz stark betroffen. Von wirtschaftlicher Bedeutung war in der zweiten Hälfte des 19. Jahrhunderts der Musikinstrumentenbau, wobei vornehmlich Harfen hergestellt wurden. Bereits seit 1865 war Nechanice, das 1867 zur Stadt erhoben wurde, Sitz des gleichnamigen Bezirks, der bis 1928 bestand. Aus politischen Gründen verlor Nechanice 1949 den Status einer Stadt und erhielt ihn erst 1992 wieder zurück.

## Ortsteile
Zu Nechanice gehören die Ortsteile
- Komárov (Komorn)
- Lubno
- Nerošov (Nereschow)
- Sobětuš (Sobietusch)
- Staré Nechanice (Alt Nechanitz)
- Suchá (Dürr) und
- Tůně (Thun).

## Sehenswürdigkeiten
- Die 1228 erwähnte Kirche Mariä Himmelfahrt wurde 1680–1692 unter Ernst von Schaffgotsch umgebaut und erweitert. Nach einem Brand 1827 wurde sie von den Grafen Harrach 1833 neu errichtet.
- Statue der Anna selbdritt aus dem 18. Jahrhundert auf dem Marktplatz
- Die Statue des hl. Johann von Nepomuk in der Prager Straße stammt aus dem Jahr 1730
- Soldatenfriedhof für Gefallene der Schlacht bei Königgrätz in Bažantnice
- Auf dem ehemaligen Friedhof in Štrossovy sady befindet sich das Grab des Komponisten František Škroup
- Schloss Hrádek u Nechanic, südöstlich von Nechanice
- Auf den Wiesen hinter der Stadt beim Fluss Bystřice befinden sich Überreste der alten Festung

## Persönlichkeiten
- Ignaz Raab (1715–1787), Kirchenmaler
- Jan Křtitel Vaňhal (1739–1813), Komponist